# جورج غراي (سياسي أسترالي)
جورج غراي (بالإنجليزية: George Gray)‏ هو محاسب وسياسي أسترالي، ولد في 2 أكتوبر 1903 في أستراليا، وتوفي في 2 أغسطس 1967 في نفس البلد. حزبياً، نشط في حزب العمال الأسترالي. وقد انتخب عضو مجلس النواب الأسترالي عن دائرة Division of Capricornia ‏ (9 ديسمبر 1961 – 2 أغسطس 1967).